# Clowns in der Nacht
Clowns in der Nacht ist ein deutscher Dokumentarfilm von 1992 über die ersten zehn Jahre des Theater an der Ruhr. Für die ZDF/3sat Redaktion auf 90 Minuten komprimiert, hat der Filmregisseur Hans Peter Clahsen zusammen mit Michael F. Huse Kernaussagen der wichtigsten Inszenierungen von Roberto Ciulli bruchlos miteinander verwoben.

## Handlung
Anhand Maxim Gorkis Nachtasyl offenbart sich das eigensinnige Regieverständnis Roberto Ciullis: Werke der Klassiker wie der Moderne überleben ihre Zeit insbesondere durch die jeweils der Gegenwart verpflichtete Interpretation.
Konsequent konfrontiert denn auch der Film unter anderem König Ödipus von Sophokles, Handkes Kaspar, Brechts Die Dreigroschenoper oder Becketts Glückliche Tage, Warten auf Godot sowie Tschechows Drei Schwestern mit der Plakatkampagne von United Colors of Benetton und der 1992er Revolte in Los Angeles aufgrund von rassistisch motivierter Polizeigewalt.
Zentral begleitet wird der Probenprozess zu Nachtasyl, O-Ton Ciulli: „Stellen wir uns vor, dass in der Welt der Reichen alles Materielle existiert; und stellen wir uns weiter vor, dass in dieser Welt der Reichen das Gefühl gar nicht mehr existiert. Und wenn wir weiter spinnen, was kein Spinnen ist, kann man sich vorstellen, dass die Ausbeutung in eine andere Richtung läuft. Nachdem alles ausgebeutet ist, was möglich ist, bleibt deswegen die Ausbeutung der Gefühle.“
Clowns in der Nacht ist die Reise durch Roberto Ciullis Theaterwelten. Deren Bezüge zur Gegenwart sind allgegenwärtig. Aufgrund der Verzahnung des aktuellen Probenprozesses mit Zitaten aus vorangegangenen Inszenierungen und mit der Region Duisburg, verdeutlichen die Filmemacher wie modernes Theater seine gesellschaftspolitische Verantwortung wahrnimmt.

## Wissenswertes
- Die verantwortliche Filmproduktionsfirma war vertragsgemäß an einen fixen Abgabe- und Sendetermin gebunden. Doch müsste die Premiere von Ciullis „Nachtasyl“ aufgrund des ÖTV-Streiks verschoben werden. Die Zuschauer im Fernsehen wie auch das Fachpublikum im Spiegelzelt auf dem Berliner Theatertreffen 1992, können diesen Prozess hautnah miterleben.